# Eugénio (usurpador)
Flávio Eugénio (português europeu) ou Flávio Eugênio (português brasileiro) (em latim: Flavius Eugenius) foi um usurpador do Império Romano do Ocidente (392-394) que se opôs contra o imperador Teodósio I, dito o Grande (em latim Flavius Theodosius; Hispânia, 11 de janeiro de 347 - Mediolano, 17 de janeiro de 395). Eugénio foi proclamado Augusto do Oriente após a morte do imperador Valentiniano II (371 - 15 de maio de 392) em circunstâncias obscuras. Representou o último avivamento da tradição pagã contra o cristianismo, que teria prevalecido como a fé impreterível do estado.

## Vida
Dele temos poucas informações, exceto aquando a sua nomeação para desempenhar o cargo de mestre dos escrínios. Pelo que consta, ele havia sido também professor de gramática latina e de retórica. O limitado conhecimento sobre a vida deste imperador advém maioritariamente das evidências da história do Império Romano e, evidentemente, o momento em que Eugénio sobe ao poder.

## Ascensão ao poder
Numa posição próxima à de Flávio Arbogasto (? - 6 de setembro de 394), que ocupava o cargo de mestre dos soldados (magister militum), general franco do Império Romano do Ocidente, Eugénio solicita o seu reconhecimento por parte de Teodósio, mandando uma delegação, que foi, por ele, recusada. Seguidamente, em 393, foi para Roma onde aplicou no regimento, apesar de cristão, uma política de tolerância para com os pagãos que, sob a orientação de Nicômaco Flaviano, teria retomado o poder.
Após a morte de Valentiniano II, o general Arbogasto, que havia sido provavelmente o responsável pelo assassinato ou suicídio involuntário de Valentiniano, elegeu Eugénio ao poder a 22 de agosto de 392. A eleição de Eugénio presenteou significativas vantagens. Para além de ser romano, o que torna mais conveniente a sua eleição, Eugénio seria mais persuasivo do que Flávio Arbogasto, que para o senado romano Eugénio estaria mais mais propenso ao seu apoio do que a Arbogasto.

## Política administrativa, militar e religiosa
Após a sua eleição a imperador, Eugénio modificou a administração imperial. Quando Teodósio deixou a metade ocidental do império a Valentiniano II, ele colocou os seus próprios homens nos mais altos cargos públicos, mantendo assim, um forte controle sobre todo o império. Eugénio substituiu os administradores antes efetivos, por outros mais gestores de investimentos para ele mais leais, principalmente na classe senatorial. Nicômaco Flaviano, "o Velho", converteu-se Prefeito pretoriano da Itália, e o seu filho, Nicômaco Flaviano, "o Jovem", recebeu o título de Prefeito urbano, enquanto que o novo prefeito das provisões (praefectus annonae) foi Numério Projecto.
Eugénio foi nominalmente cristão, e, por conseguinte, encontrava-se relutante em aprovar um programa de ajuda imperial ao paganismo. Os seus contíguos, porém, convenceram-no a utilizar o dinheiro público para financiar os projetos pagãos, como foi exemplo a reedificação do Templo de Vénus e Roma e a restauração do Altar da Vitória na sede do senado romano. Esta política religiosa originou atritos com Teodósio I assim como com o poderoso e influente bispo da Arquidiocese de Milão, Ambrósio de Milão.
Com a renovação das antigas alianças com os alamanos e francos, Flávio Eugénio foi bem sucedido no campo militar. Argobasto, um franco que comandava também soldados alamanos e francos nas suas fileiras, marchou para a fronteira do Reno, onde impressionou e pacificou as tribos germânicas com o seu numeroso exercito fazendo-as render à admiração.

## Queda de Eugénio
Quando foi eleito imperador, Eugénio teria enviado embaixadores para a corte de Teodósio, solicitando o reconhecimento da sua eleição. Contudo, Teodósio depois de os receber, deu início a um exército, recrutando soldados com o propósito de derrotar Flávio Eugénio.
Teodósio marchou desde Constantinopla seguido pelo seu exército, e derrotou Arbogasto e Eugénio na Batalha do rio Frígido travada a 6 de setembro de 394 nas proximidades do Rio Soča (em italiano, rio Isonzo), na atual Eslovênia. A sangrenta e extenuante batalha teve a duração de dois dias, tendo sido marcada pelos inusitados astronómicos e meteorológicos, no entanto Teodósio triunfou sobre Eugénio que foi capturado e decapitado. A cabeça do imperador derrotado foi exibida ao público, Arbogasto cometeu suicídio logo após a derrota e Nicômaco Flaviano foi morto em combate.

## Consequências
O reinado de Eugénio marcou o final de uma era e o início de outra. No ano seguinte Teodósio I morre e o império é dividido definitivamente pelos seus dois filhos, Honório (9 de setembro de 384 — 15 de agosto de 423) e Arcádio (377/378 - 1 de maio de 408). O Império Romano nunca mais se reunificou e a metade o império ocidental caiu em 476. Eugénio representou a última oportunidade que os pagãos poderiam aproveitar sendo que a classe senatorial opôs-se contra a cristianização do império. A Batalha do Rio Frígido foi o epítome de uma tendência ascendente quanto à utilização de tropas bárbaras, especialmente no oeste, o que levou ao enfraquecimento do próprio império. Em 410, os visigodos saquearam a própria Roma.